# Détente

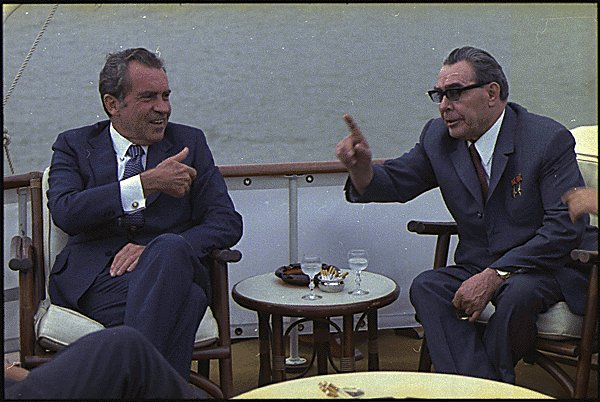
Leonid Brézhnev junto a Richard Nixon.

En la política internacional, la détente (del francés, ‘relajación’ o ‘distensión’; y este del latín dētenta, de dētentus ‘detenido, retrasado’) se refiere comúnmente a cualquier situación internacional en la cual determinadas naciones previamente hostiles, pero no involucradas en una guerra manifiesta, aminoran tensiones por medio de la diplomacia y de medidas que construyan la confianza.
Sin embargo, el término se usa principalmente para referirse a la reducción de la tensión entre la Unión Soviética y los Estados Unidos en el proceso de deshielo de la Guerra Fría, que tuvo lugar desde la caída del régimen nazi a finales de los años cuarenta hasta finales de los años ochenta. En Rusia, a la détente se la conoce como «разрядка» (razrjádka, en ruso). Las armas nucleares dieron forma a la política de la Guerra Fría.

## Causas
Ambos lados de la Guerra Fría tenían razones importantes para buscar una reducción de la tensión. Leonid Brézhnev y el resto de la jefatura soviética sentían que la carga económica de la carrera armamentista nuclear era insostenible. La economía de los Estados Unidos estaba también en apuros financieros porque la guerra de Vietnam drenó las finanzas del gobierno, mientras Lyndon Johnson trataba de expandir el estado benefactor. En Europa, la Ostpolitik de Willy Brandt disminuía tensiones; los soviéticos esperaban que gracias a la détente hubiese mayores posibilidades de comercio con la Europa occidental. Los pensadores soviéticos también consideraron que una política menos agresiva podría potencialmente separar a los europeos occidentales de su aliado estadounidense.
Las crudas relaciones con la China desembocaron en la ruptura sino-soviética. Esto causó gran preocupación en la Unión Soviética. El gobierno de Moscú temía una potencial alianza sino-estadounidense contra ellos y por eso creyeron necesaria una mejora en sus relaciones con los Estados Unidos. El viaje a la China de Richard Nixon, desheló la visión estadounidense del comunismo.
También había sido lograda una paridad similar en la acumulación de armas nucleares con indudable capacidad de destrucción mutua asegurada. Se comprendió que la teoría de las ganancias relativas acerca de las consecuencias previsibles de la guerra podía ya no ser apropiada. El objetivo era, entonces, arribar a terreno neutro y equilibrado. Tanto Leonid Brézhnev como Richard Nixon esperaban que este mejoramiento en sus relaciones fomentasen su propia popularidad nacional y les asegurasen el poder. De hecho, varios movimientos antinucleares apoyaron la détente.
La crisis cubana de los misiles demostró que peligrosas se estaban tornando las relaciones entre la Unión Soviética y los Estados Unidos. Ambos líderes deseaban reducir el riesgo de una guerra nuclear, conforme eran conscientes de que los arsenales nucleares de ambos bandos garantizaban una destrucción masiva.

## Cumbres y tratados
La manifestación más obvia de la détente fue la serie de cumbres sostenidas entre los líderes de las superpotencias y los tratados que resultaron de estas reuniones. En 1963, antes de la détente, ya se había firmado el Tratado de prohibición parcial de ensayos nucleares, que en definitiva terminaba con las pruebas nucleares en la atmósfera. Más tarde, esa misma década, el Tratado de no proliferación nuclear y el Tratado sobre el espacio ultraterrestre fueron dos de los primeros pasos para la construcción de la détente. Sin embargo, estos primeros tratados no contuvieron a las superpotencias y sus capacidades, sino más bien, les aseguraron la limitación de las aspiraciones nucleares de terceros que podrían poner en peligro las ambiciones tanto de los Estados Unidos como de la Unión Soviética.
Los tratados más importantes no fueron desarrollados hasta el advenimiento de la administración de Richard Nixon, en 1969. El comité consultivo político del Pacto de Varsovia invitó al oeste a sostener una cumbre sobre la «seguridad y cooperación en Europa». El oeste estuvo de acuerdo y así comenzaron las negociaciones referidas a los límites reales de las capacidades nucleares de ambas superpotencias. Esto condujo en última instancia a la firma del Tratado sobre misiles antibalísticos. Este tratado delimitó los arsenales nucleares de cada poder, aunque fue rápidamente considerado obsoleto por el desarrollo del MIRV. Aquel mismo año se firmaron la Convención de armamentos biológicos y el Tratado sobre misiles antibalísticos. También comenzaron las negociaciones sobre las SALT II.
En 1975, la Conferencia sobre la Seguridad y la Cooperación en Europa se unieron y generaron los Acuerdos de Helsinki, una amplia serie de tratados que clasifican asuntos económicos, políticos y de derechos humanos. En julio del mismo año, el proyecto de pruebas Apolo-Soyuz se convirtió en la primera misión internacional del espacio que contaba con tres astronautas estadounidenses y dos cosmonautas soviéticos comandando la nave espacial y dirigiendo experimentos compartidos. Esta misión había sido precedida por cinco años de negociación política y cooperación especializada, incluyendo intercambios de ingenieros estadounidenses y rusos entre los centros de espacio de los dos países.
Las relaciones comerciales entre los dos bloques aumentaron sustancialmente durante la era de la détente. El envío anual de cargamentos enormes de granos desde el oeste a la Unión Soviética fue significativo, y ayudó a compensar el fracaso del koljós, por entonces la agricultura estatalizada soviética.
Al mismo tiempo, la enmienda de Jackson-Vanik fue firmada como ley por Gerald Ford el 3 de enero de 1975, luego de una votación unánime por ambas cámaras del Congreso y Senado de los Estados Unidos. Fue diseñada para generar un efecto multiplicador en las relaciones de comercio entre los Estados Unidos y la Unión Soviética, condicionándolas a las mejoras en materia de derechos humanos dentro de la Unión Soviética.

## Conflictos persistentes
A pesar de la amabilidad creciente, la competencia encendida continuó entre ambas superpotencias, especialmente en el tercer mundo. Las guerras en Asia del Sur en los años setenta, y en Oriente Medio en 1973, hizo que ambos países respaldaran a sus aliados con apoyo material y diplomático. Durante gran parte del período de la détente, la guerra de Vietnam continuó desarrollándose. 
En Latinoamérica, los Estados Unidos continuaron empleando una ola de represión política a los movimientos de izquierda, patrocinando un apoyo logístico y diplomático a golpes de Estado, como los ocurridos en Guatemala contra el presidente Jacobo Árbenz (1954) o a Salvador Allende en Chile (1973), ejemplificado principalmente, en el respaldo de una campaña de terrorismo de Estado en los países de Suramérica, conocida como el Plan Cóndor. 
Ninguna parte confiaba en la otra completamente, y el potencial para la guerra nuclear se mantuvo. Cada parte continuó teniendo miles de misiles balísticos intercontinentales dirigidos hacia las ciudades del otro, los submarinos con misiles balísticos continuaban en los mares del mundo, centenares de aeronaves con armas nucleares se desplegaban, y las fuerzas armadas continuaban defendiendo fronteras en la Corea y Europa con misiles balísticos intercontinentales. El espionaje en la guerra se mantuvo, mientras que los desertores, los satélites de reconocimiento y las intercepciones de señales eran todavía una prioridad para ambas partes.

## Fin de ladétente
La détente comenzó a finalizar en 1979 debido a una serie de acontecimientos. La guerra civil de El Salvador, la Revolución sandinista y la Revolución iraní, con la subsiguiente crisis de rehenes, hicieron avergonzar a los Estados Unidos y condujeron a un vasto público estadounidense a creer que su nación había perdido el prestigio y poder internacional.
La intervención soviética en Afganistán, que quiso apoyar a un régimen aliado socialista, condujo a las críticas despiadadas del oeste y a un boicot de las Olimpiadas de Verano de 1980, las cuales iban a tener lugar en Moscú. El presidente de entonces, Jimmy Carter, aumentó el presupuesto de defensa de los Estados Unidos y empezó a auxiliar financieramente en exceso al presidente del Paquistán, el general Muhammad Zia-ul-Haq, quien a su vez subsidiaba a los milicianos antisoviéticos muyahidines en la región.
Como el presidente electo en los comicios presidenciales estadounidenses de 1980, Ronald Reagan, se oponía a los compromisos con la détente, también se abandonaron las negociaciones de los acuerdos SALT.